# Festival de Cannes 1986
Le Festival de Cannes 1986, 39e édition, s'est déroulé du 8 au 19 mai 1986 au Palais des festivals, à Cannes.

## Jurys

### Compétition
- Président du jury : Sydney Pollack, réalisateur
- Alexandre Mnouchkine, producteur
- Alexandre Trauner, décorateur
- Charles Aznavour, artiste
- Danièle Thompson, scénariste
- István Szabó, réalisateur
- Lino Brocka, réalisateur
- Philip French, critique
- Sônia Braga, comédienne
- Tonino Delli Colli, directeur photo

### Caméra d'or
- Anne Fichelle
- Christophe Ghristi, cinéphile
- Eva Zaoralova, journaliste
- Ivan Starcevic, journaliste
- Lawrence Kardish, cinéphile
- Pierre Murat, critique
- Serge Leroy, réalisateur

## Sélections

### Sélection officielle

#### Compétition
La sélection officielle en compétition se compose de 20 films :
- After Hours de Martin Scorsese  États-Unis
- Aux frontières de la ville (The Fringe Dwellers) de Bruce Beresford  Australie
- Boris Godounov de Sergueï Bondartchouk  Union soviétique
- Down by Law de Jim Jarmusch  États-Unis
- Fool for Love de Robert Altman  États-Unis
- Genesis de Mrinal Sen  Inde
- I Love You de Marco Ferreri  Italie
- La Dernière Image de Mohammed Lakhdar-Hamina  Algérie
- Le Lieu du crime de André Téchiné  France
- Le Sacrifice (Offret) d'Andreï Tarkovski  Suède
- Max mon amour de Nagisa Ōshima  Japon
- Mona Lisa de Neil Jordan  Royaume-Uni
- Otello de Franco Zeffirelli  Italie
- Parle-moi d'amour (Eu Sei que Vou Te Amar)  d'Arnaldo Jabor  Brésil
- Pauvre Papillon (Pobre mariposa) de Raúl de la Torre  Argentine
- Rosa Luxemburg (Die Geduld der Rosa Luxemburg) de Margarethe von Trotta  Allemagne
- Runaway Train de Andreï Kontchalovski  États-Unis
- Tenue de soirée de Bertrand Blier  France
- Mission (The Mission) de Roland Joffé  Royaume-Uni
- Thérèse d'Alain Cavalier  France

#### Un certain regard
La section Un certain regard comprend 19 films :
- A Girl's Own Story de Jane Campion
- Backlash de Bill Bennett
- Belisaire, le Cajun (Belizaire the Cajun) de Glen Pitre
- Burke and Wills de Graeme Clifford
- Parfum champignon (Roshyn a Rith) de Stephen Bayly
- La Deuxième Aventure de Gunther Schraube (Das zweite Schraube-Fragment) de Walter Andreas Christen
- Desert Bloom de Eugene Corr
- Laputa de Helma Sanders-Brahms
- L'Homme de cendres (Rih essed) de Nouri Bouzid
- Passionless Moments de Jane Campion et Gerard Lee
- Promesse (Ningen no yakusoku) de Yoshishige Yoshida
- Krysar, le joueur de flûte (Krysař) de Jiří Barta
- Salomé de Claude d'Anna
- Ricochets (Shtei Etzbaot Mi'Tzidon) de Eli Cohen
- Le Lever du soleil (Tai Yang) de Benzheng Yu
- Two Friends de Jane Campion
- Soldat inconnu (Tuntematon sotilas) de Rauni Mollberg
- Welcome in Vienna d'Axel Corti
- Partir pour aller où (Za kude putuvate) de Rangel Valchanov

#### Hors compétition
7 films sont présentés hors compétition :
- Un homme et une femme : Vingt ans déjà de Claude Lelouch
- Absolute Beginners de Julien Temple
- Hannah et ses sœurs (Hannah and Her Sisters) de Woody Allen
- L'Amour sorcier (El amor brujo) de Carlos Saura
- La Couleur pourpre (The Color Purple) de Steven Spielberg
- Pirates de Roman Polanski
- Precious Images de Chuck Workman

### Quinzaine des réalisateurs
- Cactus de Paul Cox (Australie)
- Comic Magazine de Yōjirō Takita (Japon)
- Compte à rebours de Pal Erdoss (Hongrie)
- Danse à contre-jour de Léon Marr (Canada)
- Giovanni l'Insouciant de Marco Colli (Italie)
- Golden Eighties de Chantal Akerman (France - Belgique)
- Le Journal intime d'un pécheur de Wojciech J. Has (Pologne)
- Le Déclin de l'empire américain de Denys Arcand (Canada)
- Le Diable au corps de Marco Bellocchio (France - Italie)
- Nola Darling n'en fait qu'à sa tête de Spike Lee (États-Unis)
- Ode à La Jeunesse de Nuanxin Zhang (Chine)
- Opera Do Malendro de Ruy Guerra (France - Brésil)
- Plus tard… de Yoshimitsu Morita (Japon)
- Defence of the Realm de David Drury (Grande Bretagne)
- Schmutz de Paulus Manker (Autriche)
- Sid et Nancy de Alex Cox (Grande Bretagne)
- Tarot de Rudolf Thome (Allemagne)
- Working Girls de Lizzie Borden (États-Unis)

Sources : site officiel de la Quinzaine et Cannes 1986 sur Cinema français.com

### Perspectives du cinéma français
Cette section ne sélectionne que des films français et est organisée, comme la Quinzaine des réalisateurs, par la Société des réalisateurs de films. La liste provient du site web d'Unifrance.

#### Longs-métrages
- Beau temps mais orageux en fin de journée de Gérard Frot-Coutaz
- High Speed de Monique Dartonne et Michel Kaptur
- L'Inconnue de Vienne de Bernard Stora
- Le bonheur a encore frappé de Jean-Luc Trotignon
- Les Clowns de Dieu de Jean Schmidt
- Noir et Blanc de Claire Devers
- Qui trop embrasse de Jacques Davila
- Swing Troubadour de Bruno Bayen
- Ubac de Jean-Pierre Grasset
- Gardien de la nuit de Jean-Pierre Limosin
- Lien de parenté de Willy Rameau
- Maine Océan de Jacques Rozier
- Le Spectre de la danse de Dominique Delouche
- Richard III de Raoul Ruiz
- Accord parfait d'Arsène Floquet
- Trop tard Balthazar de Philippe Lopes-Curval
- Vaudeville de Jean Marbœuf

#### Courts-métrages
- Craignos Crading de Patrick Rebeaud
- Georges Rousse de Christophe Loizillon
- Traverses de Antoine Lopez
- Adèle Frelon est-elle là ? de Laurence Ferreira Barbosa
- Alger la blanche de Cyril Collard
- Criminal Tango de Solweig von Kleist
- La Consultation de Radovan Tadic
- Fourmi chérie de Thierry Barthes et Pierre Jamin
- Hommage à Beksinski de Bogdan Dziworski
- L'Envers du décor de Marcel Guiet
- La Forêt Noire de Béatrice Jalbert
- Le Cabinet d'amateur de Pierre Oscar Lévy
- Les Mains de Costa Kekemenis
- Pauline-Epaulettes de Stéphanie de Mareuil
- Synthétique opérette de Olivier Esmein
- Une fille de Henri Herré

### Semaine de la critique
- Devil in the Flesh de Scott Murray (Australie)
- La Dona del traghetto d'Amedeo Fago (Italie)
- Esther d'Amos Gitaï (Israël)
- Faubourg Saint-Martin de Jean-Claude Guiguet (France)
- 40 m2 d’Allemagne (40 Quadratmeter Deutschland) de Tevfik Baser (RFA)
- San Antoñito de Pepe Sanchez (Colombie)
- Sleepwalk de Sara Driver (Etats-Unis)

## Palmarès
- Palme d'or : Mission (The Mission) de Roland Joffé
- Grand prix spécial du jury : Le Sacrifice (Offret) d'Andreï Tarkovski
- Prix de la mise en scène : Martin Scorsese pour After Hours
- Prix d'interprétation masculine (ex æquo) :
  - Michel Blanc pour Tenue de soirée de Bertrand Blier
  - Bob Hoskins pour Mona Lisa de Neil Jordan
- Prix d'interprétation féminine (ex æquo) : 
  - Barbara Sukowa pour Rosa Luxemburg de Margarethe von Trotta
  - Fernanda Torres pour Parle-moi d'amour (Eu sei que vou te amar) d'Arnaldo Jabor
- Prix du jury : Thérèse d'Alain Cavalier
- Prix de la contribution artistique : Sven Nykvist pour Le Sacrifice d'Andreï Tarkovski
- Grand prix de la commission technique supérieure : Mission de Roland Joffé
- Prix FIPRESCI de la critique internationale : 
  - Le Sacrifice d'Andreï Tarkovski
  - Le Déclin de l'empire américain de Denys Arcand
- Prix du jury œcuménique : Le Sacrifice d'Andreï Tarkovski
- Mention spéciale du Prix du jury œcuménique : Thérèse d'Alain Cavalier
- Caméra d'or : Noir et Blanc de Claire Devers
- Palme d'or du court-métrage : Peel de Jane Campion

## Hommage
Mémoires pour Simone Signoret de Chris Marker, film hommage documentaire réalisé à la demande de Gilles Jacob après le décès de l'actrice en septembre 1985 est projeté lors du Festival. Le commentaire est dit par François Périer et le film dure 60 minutes.